# Краснокрылы
Краснокрылы, или лициды (лат. Lycidae) — семейство насекомых отряда жесткокрылых.

## Описание
Тело жуков удлинённое. Надкрылья чаще всего окрашены в красный (откуда и произошло русское название — краснокрылы) и сетчатые (откуда и произошло английское название — net-winged beetles).

## Экология и местообитания
Имаго часто можно встретить сидящими на различных растениях и их цветах. Личинки живут в листовом опаде, доказано, что некоторые из них являются хищниками.

## Разнообразие и распространение
В мировой фауне насчитывают 160 родов и 4600 видов. В Северной Америке обитают 83 вида. Древнейшие представители семейства, Burmolycus compactus и Cretolycus praecursor, найдены в меловом бирманском янтаре.

## Систематика
В ревизии семейства 1990 года, Л. Боцак и М. Боцаковой выделяли пять подсемейств: Calochrominae, Duliticolinae, Erotinae, Lycinae, Platerodinae. В 2008 году эти же авторы пересмотрели классификацию, разделив краснокрылов на шесть подсемейств:
- Ateliinae Kleine, 1928
- Dexorinae Bocak et Bocakova, 1989
- Dictyopterinae Kleine, 1928
- Libnetinae Bocak et Bocakova, 1990
- Lycinae Laporte, 1836
- Lyropaeinae Bocak et Bocakova, 1989

### Роды
Около 100 родов.
- Aferos Kazantsev, 1992
- Alyculus  Kazantsev, 1992
- Ambangia Bocáková, 1992
- Antennolycus Bocáková & Bocák, 1999
- Atamania Kazantsev, 2004
- Atelius G. Fischer, 1813
- Autaphes Kazantsev, 1992
- Benibotarus Kôno, 1933
- Brasilycus Nascimento & Bocáková, 2010[9]
- Broxylus Waterhouse, 1879
- Calcaeron Kazantsev, 2004
- Calochromus Guérin-Méneville, 1833
- Calolycus Gorham, 1881
- Calopteron Guérin-Ménéville, 1832
- Cautires Waterhouse, 1879
- Ceratoprion Gorham, 1884
- Chinotaphes Bocáková & Bocák, 1999
- Coloberos Bourgeois, 1885
- Conderis Waterhouse, 1879
- Dexoris Waterhouse, 1879
- Diatrichalus Kleine, 1926
- Dictyoptera Latreille, 1829
- Dihammatus Waterhouse, 1879
- Dilophotes Waterhouse, 1879
- Ditoneces Waterhouse, 1879
- Duliticola Mjoeberg, 1925
- Eniclases Waterhouse, 1879
- Eropterus G.W. Green, 1951
- Eros Newman, 1838
- Eulopheros Kazantsev, 1995[10]
- Falsolucidota Pic, 1921[10]
- Falsotrichalus Kazantsev, 2006
- Flagrax Kazantsev, 1992
- Greenarus Kazantsev, 1995
- Helcophorus Fairmaire, 1891
- Hemiconderis Kleine, 1926
- Horakiella Bocáková, 2006
- Idiopteron Bourgeois, 1905
- Kassemia Bocák, 1998
- Kolibacium Winkler, 1987
- Lampyrolycus Burgeon, 1937
- Laterialis Kazantsev, 1990
- Leptoceletes Green, 1952
- Leptolycus Leng & Mutchler, 1922
- Leptotrichalus Kleine, 1925
- Libnetis Kleine, 1943
- Libnetisia Pic, 1921
- Libnetomimus Kleine, 1927
- Libnetomorphus Pic, 1921
- Lipernes Waterhouse, 1879
- Lobatang Bocák, 1998
- Lopheros Leconte, 1881[10]
- Lybnopaeus Kazantsev, 1999
- Lycostomus Motschulsky, 1861
- Lycinella Gorham, 1884
- Lycus Fabricius, 1787
- Lygistopterus Mulsant, 1838
- Lyponia Waterhouse, 1879
- Lyrolib Bocáková, 2006
- Lyroneces Kazantsev, 1999
- Lyropaeus Waterhouse, 1879
- Macrolycus Waterhouse, 1878
- Matsudanoeus Sklenarova et al., 2014[11]
- Melampyrus Waterhouse, 1879
- Melaneros Fairmaire, 1877
- Mesolycus Gorham, 1883
- Mesopteron Bourgeois, 1905
- Metanoeus Waterhouse, 1879
- Metapteron Bourgeois, 1905
- Metriorrhynchus Gemminger & Harold, 1869:
- Microcoloberos Pic, 1913
- Microeron Kazantzev, 2004
- Microlycus Pic, 1922
- Microlyropaeus Bocáková, 2006
- Microtrichalus Pic, 1921
- Mimolibnetis Pic, 1936:
- Miniduliticola Kazantsev, 2003
- Miocaenia Wickham, 1914
- Neolyrium Kazantsev, 2005
- Neoplateros Kazantsev, 2006
- Oriomum Bocák, 1999
- Paratelius Kazantsev, 1992
- Pendola Bocák, 2002
- Phaneros Kazantsev, 1992
- Planeteros Gorham, 1883
- Platerodrilus Pic, 1921
- Plateromimus Kazantsev, 2006
- Plateros Waterhouse, 1879
- Platycis Thomson, 1859
- Prolibnetis Bocáková, 2004
- Propyropterus Nakane, 1968
- Proteros Kazantsev, 2004
- Pseudaplatopterus Kleine, 1940
- Psuedoplateros Green, 1951
- Punicealis Kazantsev, 1990
- Pyropterus Mulsant, 1838
- Punicealis Kazantsev, 1990
- Pyrotes Kazantsev, 2004
- Scarelus Waterhouse, 1879
- Sinodulia Kazantsev, 2003
- Skrivania Bocáková & Bocák, 1999
- Stadenus Waterhouse, 1879
- Sulabanus Dvorak & Bocák, 2007
- Taphomimus Kazantsev, 1996
- Teroplas Gorham, 1884
- Thonalmus Bourgeois, 1883
- Tricautires Kazantsev, 2006
- Ultroplateros Kazantsev, 2006
- Wakarumbia Bocák, 1999
- Xylobanellus Kazantsev, 2000
- Xylobanomimus Kleine, 1926
- Xylobanomorphus Kleine, 1935
- Xylobanus Waterhouse, 1879
- Xylometanoeus Sklenarova et al., 2014[11]

## Галерея

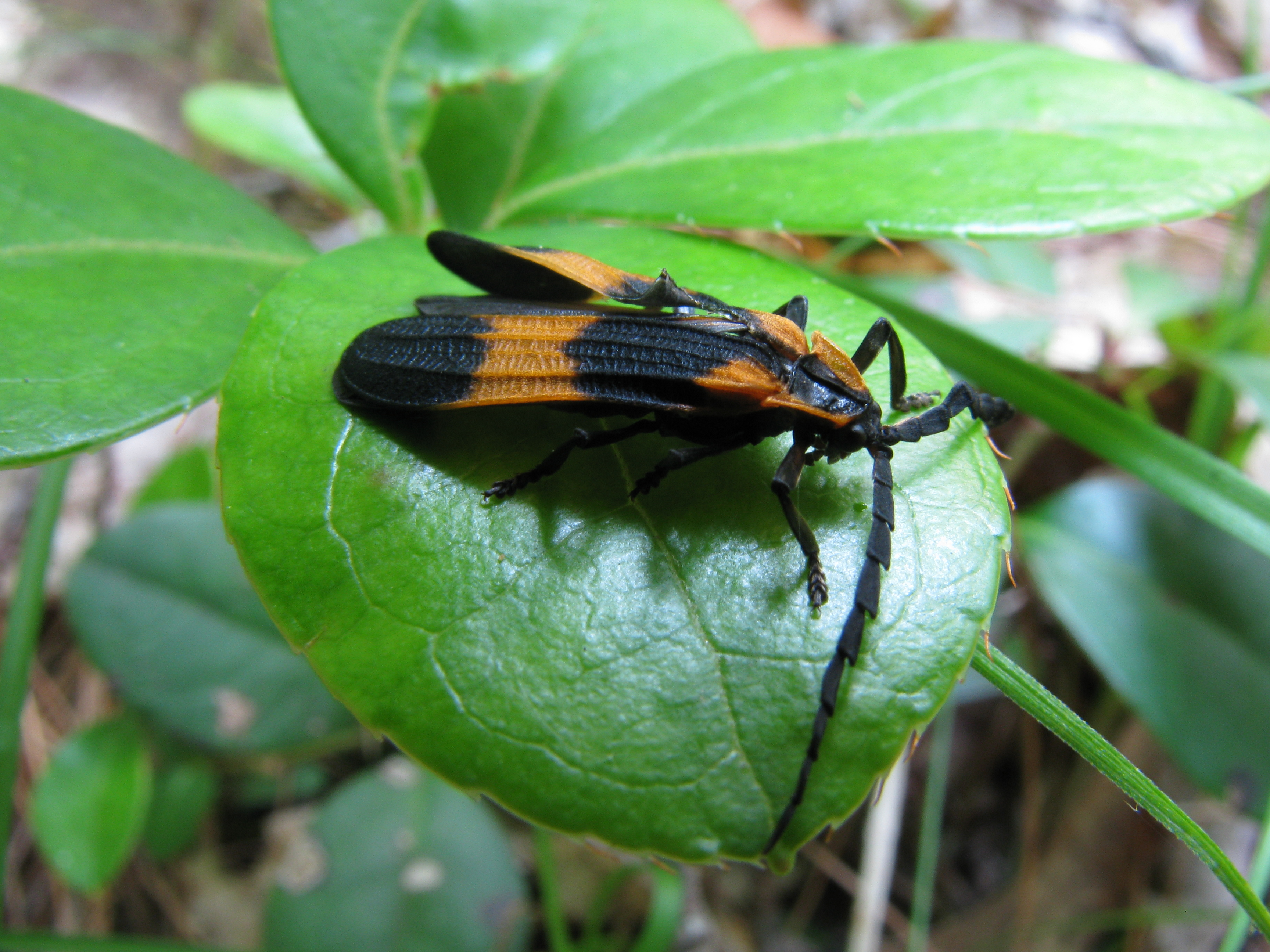
Calopteron reticulatum
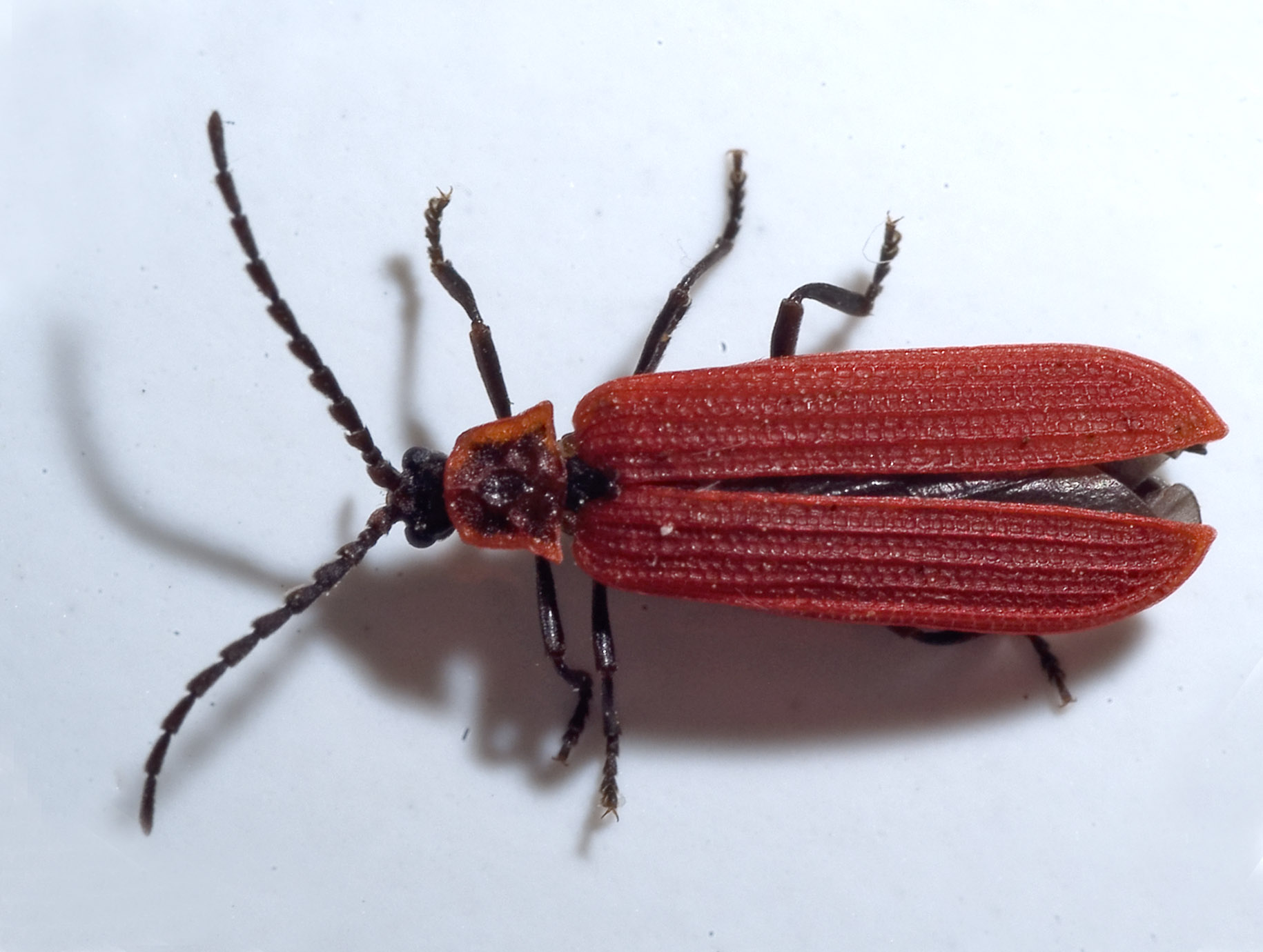
Dictyoptera aurora
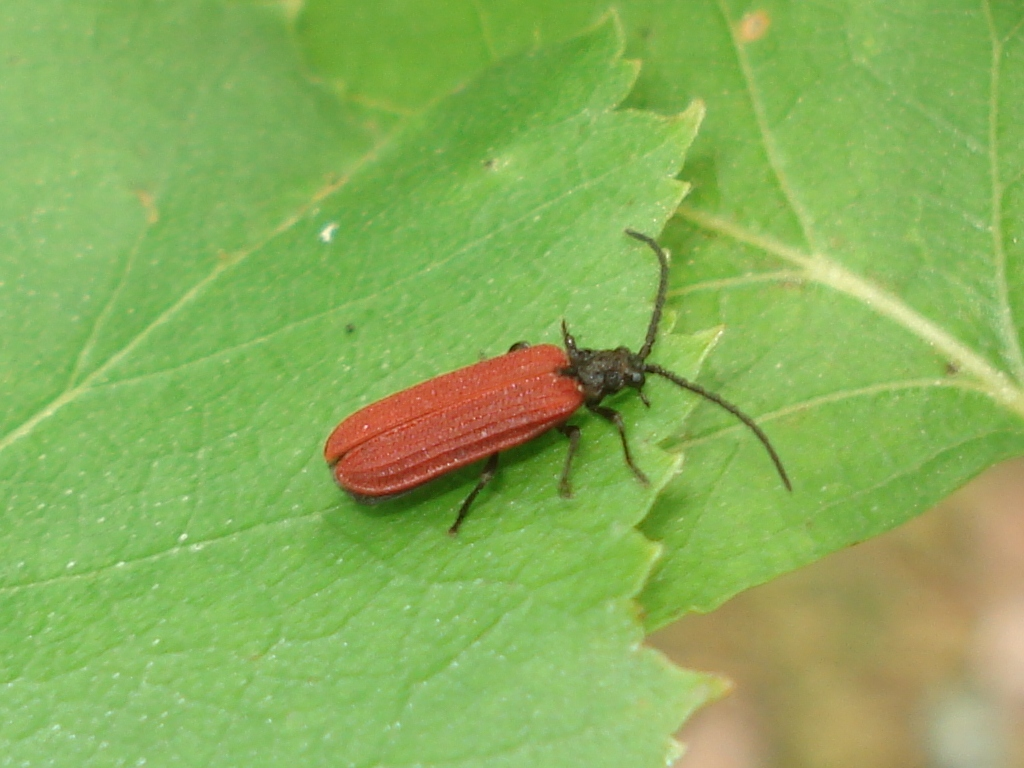
Xylobanellus erythropterus
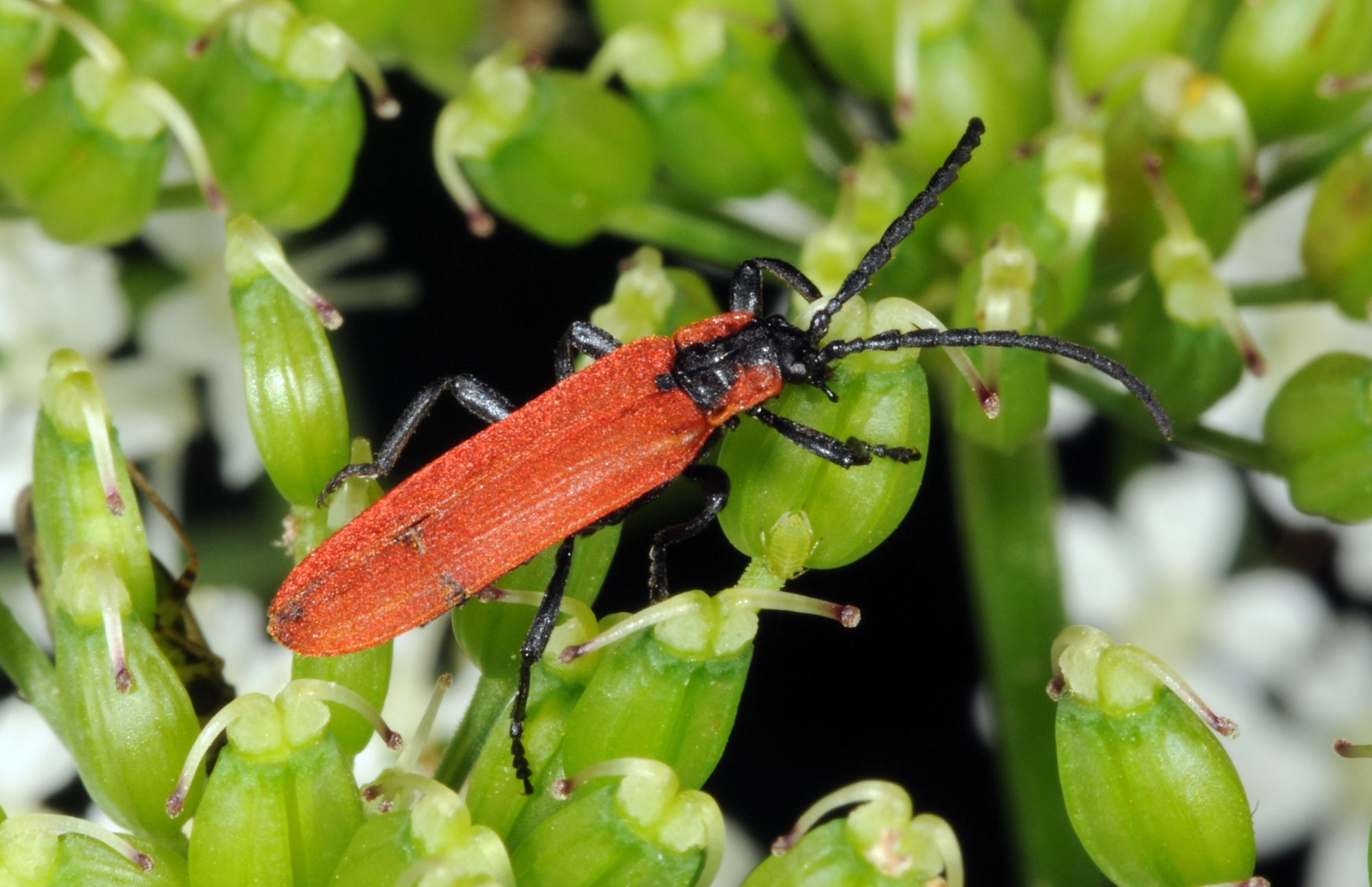
Lygistopterus sanguineus
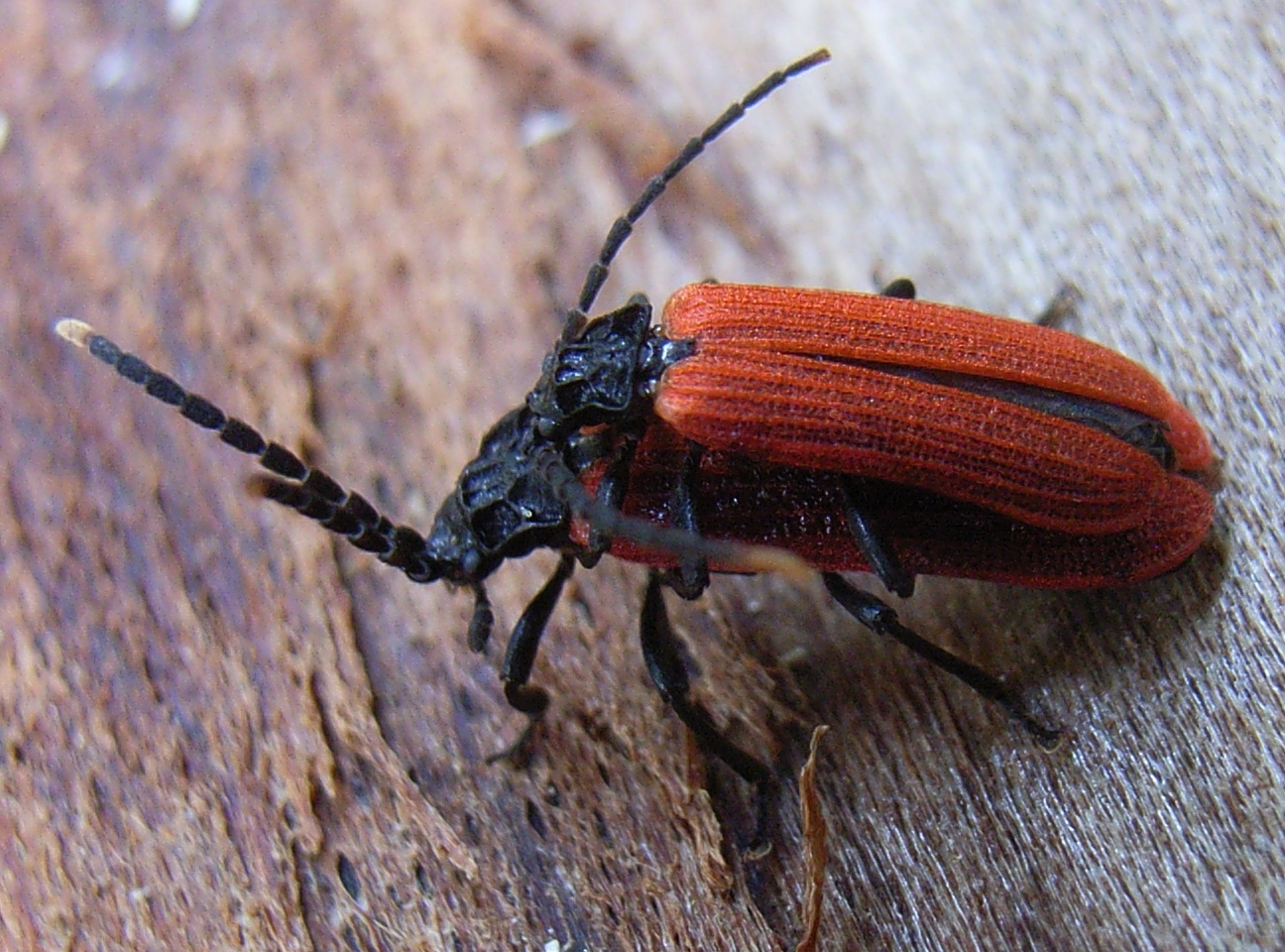
Platycis minutus